# Kaiserliche Administration in Bayern
Die Kaiserliche Administration in Bayern über das Kurfürstentum Bayern existierte in den Jahren 1705 bis 1715 während des Spanischen Erbfolgekrieges. Sie endete mit der Rückkehr des Kurfürsten Maximilian II. Emanuel aus seinem Exil in den Spanischen Niederlanden.

## Geschichte
Während des Spanischen Erbfolgekrieges (1702–1712) unterlagen 1704 die französischen und bayerischen Truppen in der Schlacht von Höchstädt den Alliierten. Max Emanuel wurde mit Reichsacht belegt und begab sich unter französischer Protektion nach Brüssel. Die Regentschaft der Wittelsbacher ging nach dem Vertrag von Ilbesheim im Rentamt München in die Hände der bayerischen Kurfürstin Therese Kunigunde über. Kaiser Leopold I. setzte auf Empfehlung von Prinz Eugen von Savoyen und des Hofkriegsrates im März 1705 eine oberste zivile Landesverwaltung im besetzten Bayern ein. Sie sollte das Ziel verfolgen, die schlechten Zustände in den drei besetzten altbayerischen Rentämtern Straubing, Landshut und Burghausen zu verbessern. Der zivilen Landesverwaltung wurde zudem das im Lande stehende Militär unterstellt, weil die Generale unfähig waren, die Exzesse der Truppen abzustellen. Das Rentamt Amberg in der Oberpfalz wurde dagegen durch Johann Wilhelm, den Wittelsbacher Kurfürsten von der Pfalz, besetzt, der auf Seiten des Kaisers war.
Diese Kaiserliche Administration in Bayern sollte ihren Sitz in Landshut haben, zum Administrator wurde Maximilian Karl Fürst zu Löwenstein-Wertheim-Rochefort ernannt. Die erste Amtshandlung des Administrators war die Entgegennahme der Huldigung der Stände und Untertanen am 9. Mai 1705 in Landshut. Christian Probst betont, dass, obwohl dieser Akt die Anerkennung der Fremdherrschaft durch das Volk bedeutete, sich anscheinend niemand der Huldigungsleistung entzogen hat. Die kurbayerischen Behörden wurden zu kaiserlichen Behörden, die kurbayerischen Städte und Festungen hießen jetzt ebenfalls kaiserlich, doch blieben die bayerischen Gesetze in Kraft.
Der neue Kaiser Joseph I. ließ kurz nach dem Tod seines Vaters am 5. Mai das bayerische Oberland und die Residenzstadt München besetzen und außerdem die Steuern drastisch erhöhen. Im Herbst 1705 wurde eine Zwangsaushebung im ganzen Kurfürstentum angeordnet, wodurch die Bevölkerung durch das kaiserliche Militär immer mehr in Not geriet, und es sich anbahnte, dass Steuerforderungen der kaiserlichen Kriegskasse nicht mehr erfüllt werden könnten.
Die Administration hatte zwei Fachkommissäre als Ressortleiter und eine Kanzlei, die aus mehreren Kanzleibeamten bestand. Kriegskommissär wurde Franz Sigmund Graf von Lamberg, ein Vetter des Passauer Fürstbischofs Johann Philipp Kardinal Graf von Lamberg. Johann Friedrich Graf von Seeau war der Fachkomissär für die Finanzen. Das Oberkommando über die in Bayern stationierten Truppen führte Feldmarschall Johann Franz Graf von Gronsfeld. Sein Verhältnis zur Zivilbevölkerung war laut Christian Probst von Anfang an schlecht. Die aus den Unterdrückungsmaßnahmen der kaiserlichen Truppen resultierende Bayerische Volkserhebung von 1705/6 wurde in der Sendlinger Mordweihnacht 1705 und der Schlacht von Aidenbach am 8. Januar 1706 blutig niedergeschlagen.
Die Kaiserliche Administration in Bayern, die ab 1706 um Freiherr von Petschowitz erweitert wurde, wählte in der Folge einen moderateren Kurs. Die Zwangsrekrutierungen wurden eingestellt und die Steuerforderungen gesenkt, so dass sich Bayern in den noch folgenden neun Jahren unter kaiserlicher Herrschaft zumindest in bescheidenem Maße wieder erholen konnte. Während der Besatzungszeit entstanden gleichzeitig in München sowohl der Bürgersaal als auch die Dreifaltigkeitskirche, die erste spätbarocke Kirche der Stadt. Den Habsburgern war nun daran gelegen, Bayern stärker an sich zu binden, und München erhielt den Titel "Kaiserliche Hauptstadt in Bayern". Viele Münchner, vorab ihr Bürgermeister Vacchiery, sind sogar mit der Besatzung und dem kaiserlichen Statthalter Löwenstein gut zurechtgekommen.
Die Administration durch den Kaiser, seit 1711 Josephs Bruder Karl VI., endete 1714 mit dem Rastatter Frieden, verbunden mit der Rückkehr des Kurfürsten aus seinem Exil in den spanischen Niederlanden im Folgejahr. Nach der Restitution Kurfürst Max Emanuels leitete noch bis zur Rückkehr des Kurfürsten am 10. April 1715 dessen Obersthofmeister Graf Maximilian Johann Franz von Preysing als Direktor des Geheimen Rats die Geschicke des Kurfürstentums.